# Margon (Eure i Loir)
Margon és un municipi francès, situat al departament de l'Eure i Loir i a la regió de Centre – Vall del Loira. L'any 2007 tenia 1.250 habitants.

## Demografia

### Població
El 2007 la població de fet de Margon era de 1.250 persones. Hi havia 516 famílies, de les quals 113 eren unipersonals (24 homes vivint sols i 89 dones vivint soles), 258 parelles sense fills, 129 parelles amb fills i 16 famílies monoparentals amb fills.
La població ha evolucionat segons el següent gràfic:
Habitants censats

### Habitatges
El 2007 hi havia 556 habitatges, 521 eren l'habitatge principal de la família, 20 eren segones residències i 15 estaven desocupats. 514 eren cases i 36 eren apartaments. Dels 521 habitatges principals, 429 estaven ocupats pels seus propietaris, 79 estaven llogats i ocupats pels llogaters i 13 estaven cedits a títol gratuït; 3 tenien una cambra, 28 en tenien dues, 107 en tenien tres, 147 en tenien quatre i 235 en tenien cinc o més. 454 habitatges disposaven pel capbaix d'una plaça de pàrquing. A 236 habitatges hi havia un automòbil i a 225 n'hi havia dos o més.

### Piràmide de població
La piràmide de població per edats i sexe el 2009 era:
| Homes | Edats   | Dones |
| ----- | ------- | ----- |
| 0     | 95 o +  | 0     |
| 4     | 90 a 94 | 8     |
| 8     | 85 a 89 | 8     |
| 0     | 80 a 84 | 8     |
| 24    | 75 a 79 | 32    |
| 24    | 70 a 74 | 28    |
| 32    | 65 a 69 | 52    |
| 44    | 60 a 64 | 40    |
| 44    | 55 a 59 | 40    |
| 48    | 50 a 54 | 68    |
| 72    | 45 a 49 | 64    |
| 48    | 40 a 44 | 36    |
| 28    | 35 a 39 | 56    |
| 20    | 30 a 34 | 28    |
| 20    | 25 a 29 | 28    |
| 32    | 20 a 24 | 8     |
| 32    | 15 a 19 | 52    |
| 36    | 10 a 14 | 32    |
| 24    | 5 a 9   | 32    |
| 20    | 0 a 4   | 20    |

## Economia
El 2007 la població en edat de treballar era de 748 persones, 490 eren actives i 258 eren inactives. De les 490 persones actives 460 estaven ocupades (241 homes i 219 dones) i 30 estaven aturades (12 homes i 18 dones). De les 258 persones inactives 122 estaven jubilades, 56 estaven estudiant i 80 estaven classificades com a «altres inactius».

### Ingressos
El 2009 a Margon hi havia 524 unitats fiscals que integraven 1.213,5 persones, la mediana anual d'ingressos fiscals per persona era de 21.076 €.

### Activitats econòmiques
Dels 66 establiments que hi havia el 2007, 4 eren d'empreses de fabricació d'altres productes industrials, 5 d'empreses de construcció, 32 d'empreses de comerç i reparació d'automòbils, 1 d'una empresa de transport, 2 d'empreses d'hostatgeria i restauració, 1 d'una empresa d'informació i comunicació, 4 d'empreses financeres, 2 d'empreses immobiliàries, 5 d'empreses de serveis, 4 d'entitats de l'administració pública i 6 d'empreses classificades com a «altres activitats de serveis».
Dels 17 establiments de servei als particulars que hi havia el 2009, 1 era una oficina bancària, 6 tallers de reparació d'automòbils i de material agrícola, 1 establiment de lloguer de cotxes, 1 autoescola, 1 lampisteria, 1 electricista, 2 perruqueries, 1 veterinari, 2 restaurants i 1 agència immobiliària.
Dels 16 establiments comercials que hi havia el 2009, 1 era, 2 supermercats, 1 un supermercat, 1 una botiga de menys de 120 m², 1 una peixateria, 2 botigues de roba, 1 una botiga de roba, 1 una botiga d'equipament de la llar, 1 una sabateria, 2 botigues de mobles, 2 drogueries i 1 una joieria.
L'any 2000 a Margon hi havia 21 explotacions agrícoles que ocupaven un total de 744 hectàrees.

## Equipaments sanitaris i escolars
L'únic equipament sanitari que hi havia el 2009 era una ambulància.
El 2009 hi havia una escola elemental.

## Poblacions més properes
El següent diagrama mostra les poblacions més properes.